# Ciminos
Los montes Ciminos (en italiano, Monti Cimini) son una sierra menor en el norte del Lacio, Italia, de origen volcánico que pertenecen a los Antiapeninos del Lacio, una cordillera que queda enfrente de la principal cadena de los Apeninos y que se despliega hacia el mar Tirreno. 
Se encuentran en la provincia de Viterbo. El punto más alto es el Monte Fogliano o Monte Cimino, que es la cima más alta del interior de la reserva natural regional del lago de Vico. Sobre su cima discurre el límite entre los municipios de Caprarola, Ronciglione y Vetralla.
Son todo lo que queda de la corona perimetral de dos sistemas volcánicos: uno más antiguo, el volcán Cimino, con el Monte Cimino, situado en el municipio de Soriano nel Cimino (altitud 1.053 m s. n. m.) y uno más reciente, el volcán Vicano, con el monte Fogliano (963 m s. n. m.), el Poggio Nibbio (896 m s. n. m.) y el monte Venere (851 m s. n. m.), cuya caldera alberga hoy en día el lago de Vico (o Cimino). 
Es una zona muy boscosa que queda aproximadamente a 56 km al noroeste de Roma. Se sitúan en el centro de Tuscia Viterbese. La vegetación es predominantemente bosques de hayas. La zona es conocida por sus manantiales de aguas termales, villas renacentistas y ruinas etruscas.